# Yuki Inoue
Yuki Inoue (Kanagawa, 31 oktober 1977) is een voormalig Japans voetballer.

## Carrière
Yuki Inoue speelde tussen 1996 en 2011 voor Yokohama Flügels, JEF United Ichihara, Sagawa Express Tokyo, Montedio Yamagata, Ventforet Kofu, Tochigi SC, Blaublitz Akita en Tonan Maebashi.